# Thuốc kháng nấm

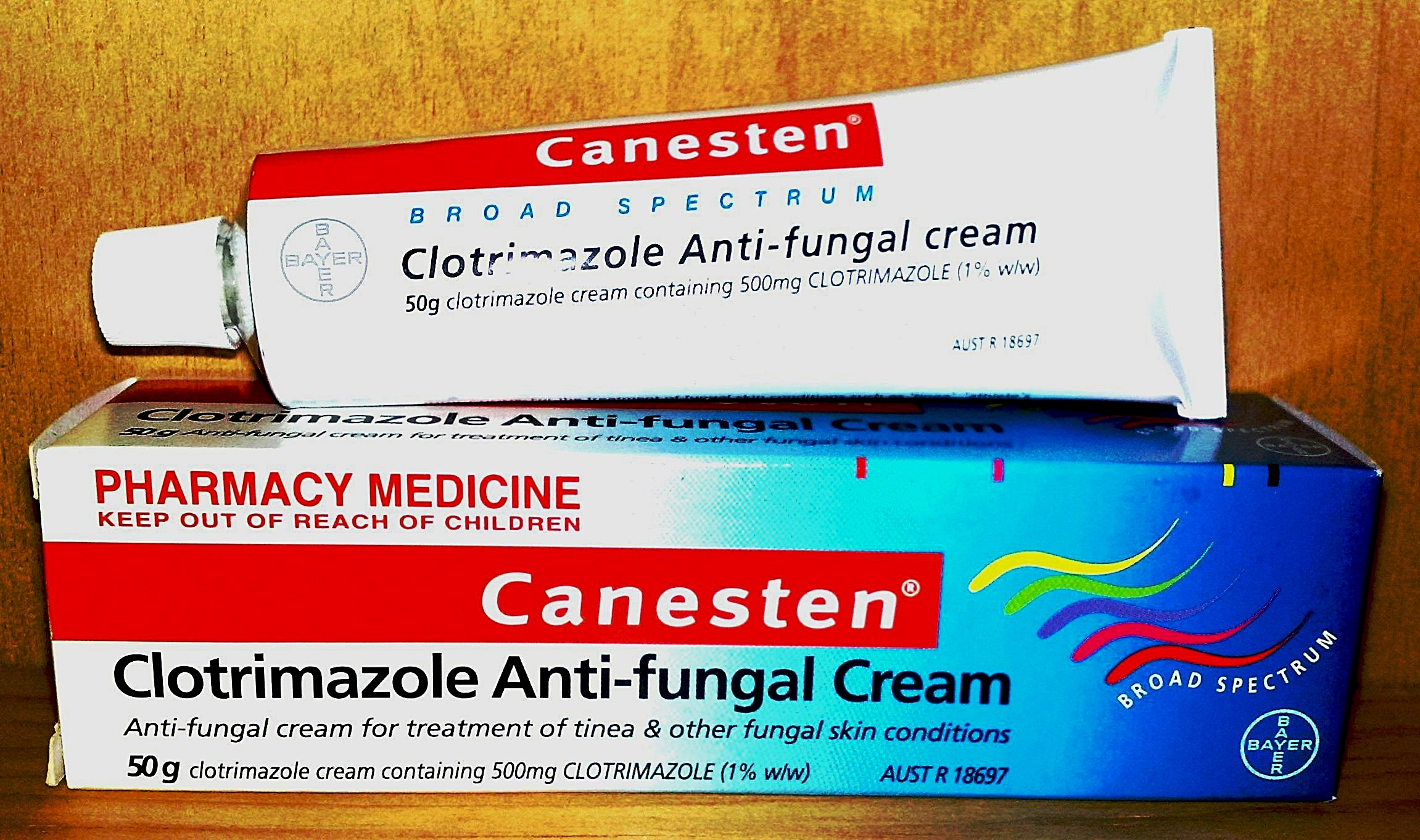
Canesten (clotrimazole) dạng kem chống nấm

Thuốc kháng nấm, còn được gọi là thuốc chống nấm, là một loại dược phẩm nhằm tiêu diệt nấm gây bệnh hoặc được sử dụng để điều trị và phòng ngừa bệnh nhiễm nấm như bệnh chân của vận động viên, nấm ngoài da, nấm candida, nhiễm trùng toàn thân nghiêm trọng như viêm màng não do nấm cụng một số các bệnh khác. Các loại thuốc này thường được kê theo toa của bác sĩ, nhưng một số thuốc lại có sẵn trên quầy bán.

## Tác dụng phụ
Ngoài tác dụng phụ như thay đổi nồng độ estrogen và tổn thương gan, nhiều loại thuốc kháng nấm có thể gây ra phản ứng dị ứng ở người. Ví dụ, nhóm thuốc azole được ghi nhận là đã gây ra sốc phản vệ.
Cũng có nhiều tương tác giữa các thuốc. Bệnh nhân phải đọc chi tiết (các) bảng dữ liệu kèm theo của bất kỳ loại thuốc nào. Ví dụ, các thuốc kháng nấm azole như ketoconazole hoặc itraconazole có thể là cơ chất và chất ức chế của P-glycoprotein, một trong số chức năng của protein này là bài tiết độc tố và thuốc vào ruột. Thuốc kháng nấm Azole cũng là cơ chất và chất ức chế cytochrome P450 CYP3A4, làm tăng nồng độ khi dùng, ví dụ như thuốc bịt kênh calci, thuốc ức chế miễn dịch, thuốc hóa trị liệu, benzodiazepine, thuốc phản ức chế ba vòng, macrolide và SSRI.
Trước khi dùng thuốc kháng nấm để điều trị bệnh móng tay, cần phải xác nhận đó là nhiễm nấm. Khoảng một nửa số trường hợp nghi ngờ nhiễm nấm ở móng có nguyên nhân không phải do nấm. Các tác dụng phụ của việc uống thuốc là đáng xem xét và những người không bị nhiễm nấm không nên dùng những loại thuốc này.